# ثفاجة أسترالي
ثَفَّاجة أسترالي هو نوع من الطيور التي لا تطير يتبع فصيلة التفلقية. يتوطن في نيوزيلندا. وهو النوع الوحيد الموجود في جنس ثفاجة. تُعرف على أربعة نويعات ولكن اثنين فقط (شمالي/جنوبي) مدعومان بالأدلة الجينية.